# GiGi Leung
GiGi Leung Wing Kei (cinese tradizionale:梁詠琪; cinese semplificato:梁咏琪; pinyin:Liáng Yǒngqí; Hong Kong, 25 marzo 1976) è una cantante e attrice cinese di Hong Kong.

## Biografia
Il nome di nascita è Leung Pik Chi (梁碧芝) ma a 7 anni fu cambiato in 'Wing Kei' dalla madre per motivi di superstizione. GiGi da bambina soffrì di frequenti attacchi di asma e si credette che il cambio del nome avrebbe portato migliore salute. A causa della sua altezza di 176 cm, guadagnò il soprannome di 'Tall Girl' (ragazza alta). Ha un fratello gemello di nome Keith Leung (Leung Wing Chun, 梁詠俊).

### I primi anni
In gioventù, GiGi Leung frequentò la scuola di Maryknoll per poi passare al Politecnico di Hong Kong dove ottenne il diploma in Design. Durante gli studi universitari accettò un incarico come modella presso la compagnia City Chain e catturò l'attenzione del regista Lee Chi-Ngai, che la scritturò nel suo primo film Doctor Mack (1995). Il successo del film portò ad un altro ruolo in Full Throttle (1995), girato durante il termine degli studi. Per questo secondo ruolo, ricevette una nomination come migliore emergente al 1995 Hong Kong Film Awards.

### Carriera nello spettacolo
La carriera di cantante cominciò l'anno seguente con l'album Love Myself (1996). Da allora ha cantato sia in Cantonese che in cinese. GiGi è riconosciuta non solo come cantante pop ma anche come scrittrice di canzoni, avendo composto sia per sé che per altri cantanti locali. Ha un contratto con la Warner Music di Hong Kong, con oltre una dozzina di album al suo attivo. Si è esibita in diversi concerti live, fra cui Funny Face nel 2003.
Dal 1995, ha recitato in oltre 20 film, soprattutto drammi e commedie. Ha lavorato con partner come Tony Leung Chiu Wai, Andy Lau e Jet Li. Nel 2003, ha recitato con Takeshi Kaneshiro nel primo film in lingua cinese della Warner Bros. Picture Turn Left, Turn Right. All'Hong Kong Film Awards è stata nominata come miglior attrice in Tempting Heart (1999) e come miglior supporto in A War Named Desire (2000).
GiGi è anche apparsa nel serial TV The Last Breakthrough (2004) ed ha recitato in alcuni musical fra cui The Great Entertainer (2004). Ha anche fornito la voce narrativa in Cantonese per il film giapponese Quill (2004).

## Testimonial
Dal 1999 lavora come testimonial in Hong Kong per il marchio di cosmetici giapponese Fancl House. È anche ambasciatore a Hong Kong dell'UNICEF e del WWF.

## Relazioni
GiGi ha avuto una relazione con il cantante e attore di Hong Kong Ekin Cheng. Tale relazione ebbe nel 1999 un impatto negativo sulla sua carriera, perché Cheng frequentava l'attrice Maggie Siu e GiGi fu considerata come "seconda donna". Nel gennaio 2006, GiGi e Cheng si sono separati. L'attrice si è sposata il 3 settembre 2011 in Spagna ad Ibiza con il suo fidanzato spagnolo Sergio Crespo Gutes ed il 28 febbraio 2015 è diventata madre di una bambina.

## Filmografia

### Cinema
- Wǔ gè jìmò de xīn, regia di Fruit Chan (1991)
- Liu mang yi sheng, regia di Chi-Ngai Lee (1995)
- Baak bin sing gwan, regia di Jing Wong e Wai-Man Yip (1995)
- Lit foh chin che, regia di Derek Yee (1995)
- Baak fan baak gam gok, regia di Joe Ma (1996)
- Fei hu, regia di Gordon Chan (1996)
- Do san 3: Siu nin do san, regia di Jing Wong (1996)
- Baak fan baak ngam 'Feel', regia di Joe Ma (1996)
- Ai shang 100% ying xiong, regia di Jing Wong (1997)
- Chu lian wu xian Touch, regia di Joe Ma (1997)
- Contract Killer (Sat sau ji wong), regia di Wei Tung (1998)
- Lung joi gong woo, regia di Jing Wong (1998)
- Sat yip wong dai, regia di Joe Ma (1999)
- Sam dung, regia di Sylvia Chang (1999)
- Yau ching sui yuet: San Gai goo si, regia di Wai-Man Yip (2000)
- Oi yue shing, regia di Alan Mak (2000)
- Lan yan huo, regia di Kim Wah Lou (2000)
- Yan fei yan mie, regia di Leslie Cheung - cortometraggio (2000)
- Wo de xiong di jie mei, regia di Zhong Yu (2001)
- Chuet sai hiu bra, regia di Hing-Ka Chan e Patrick Leung (2001)
- Kuen sun, regia di Andrew Lau e Corey Yuen (2001)
- Lik goo lik goo san nin choi, regia di Johnnie To e Wai Ka-Fai (2002)
- Chuet sai hiu B, regia di Hing-Ka Chan e Patrick Leung (2002)
- Heung joh chow heung yau chow, regia di Johnnie To e Wai Ka-Fai (2003)
- Oi duen liu sin, regia di Hua-Tao Teng (2003)
- Ngoi zoi joeng gwong haa, regia di Andy Lau - cortometraggio (2003)
- Luen ching go gup, regia di Hing-Ka Chan e Dante Lam (2004)
- Juet sai ho bun, regia di James Yuen (2004)
- Chun tian hua hua tong xue hui, regia di Leung Chun 'Samson' Chiu (2006)
- Raymond e la zucca magica (Bao hu lu de mi mi), regia di Frankie Chung (2007)
- Nui yan boon sik, regia di Barbara Wong Chun-Chun (2007)
- Bangzi laohu ji, regia di Guangli Wang (2007)
- Noi yee sil nui, regia di Hing-Ka Chan e Janet Chun (2008)
- Oi dak hei, regia di Fire Lee e Joe Ma (2009)
- Yuet gwong bo hup, regia di Jeffrey Lau (2010)
- Jian Shang Die, regia di Chi Leung 'Jacob' Cheung (2011)
- Qing cheng zhi lei, regia di Barbara Wong Chun-Chun (2011)
- Qin Mi Di Ren, regia di Xu Jinglei (2011)
- Jia ge 100 fen nan ren, regia di Jing Wong (2012)
- 7 Assassins, regia di Xin Xin Xiong (2013)
- Xi you ji: Da nao tian gong, regia di Soi Cheang (2014)
- Heung Gong zai, regia di Ho-Cheung Pang (2014)
- Wang jia xin, regia di Wai-Hang Lau (2015)
- Gwat mooi, regia di Tracy Choi (2016)
- Xi you ji zhi nü er guo, regia di Soi Cheang (2018)
- Baat go leuiyan, yat toi hei, regia di Stanley Kwan (2018)
- Gong hei bat poh, regia di Ho-Cheung Pang (2019)
- Xiao Q, regia di Wing-Cheong Law (2019)
- Chilli Laugh Story, regia di Coba Cheng (2022)

## Discografia

### In cantonese
- Grown Up Short Hair (2006)
- Look (2005)
- [ente'tein] (2004)
- I Like Gigi (new songs + hits) (2004)
- I Think, I Sing (2003)
- Funny Face (2002)
- I Live in 7A (2002)
- G for Girl (2001)
- Suddenly, This Summer (2001)
- Fireworks (2000)
- Kiss (new songs + hits) (2000)
- Good Time (2000)
- Today (1999)
- I'll Be Loving You (1998)
- A New House (1997)
- Love Myself (1996)

### In cinese
- Love Songs For Myself (2006)
- Clockwise (new songs + hits) (2005)
- Sense of Belongings (2004)
- Magical Season (2002)
- Transparent (2001)
- Amour (2001)
- Love Gigi The Most (new songs + hits) (2000)
- Fresh (1999)
- Gigi Leung (1998)
- Washing My Face (1997)
- Short Hair (1997)

### Dal vivo
- Tall Girl Gigi Leung Funny Face Live Concert (2003)
- Live 903 (2002)
- G For Girl Live (2002)
- Gigi Leung 903 Concert (2000)